# Leckie Falls
Die Leckie Falls sind ein Wasserfall bislang nicht ermittelter Fallhöhe im zur Region Otago gehörenden Teil der Catlins auf der Südinsel Neuseelands. Er liegt im Oberlauf des Back Creek, der einige Kilometer hinter dem Wasserfall in westlicher Fließrichtung in den Tahakopa River mündet.